# Кодекс Калікста

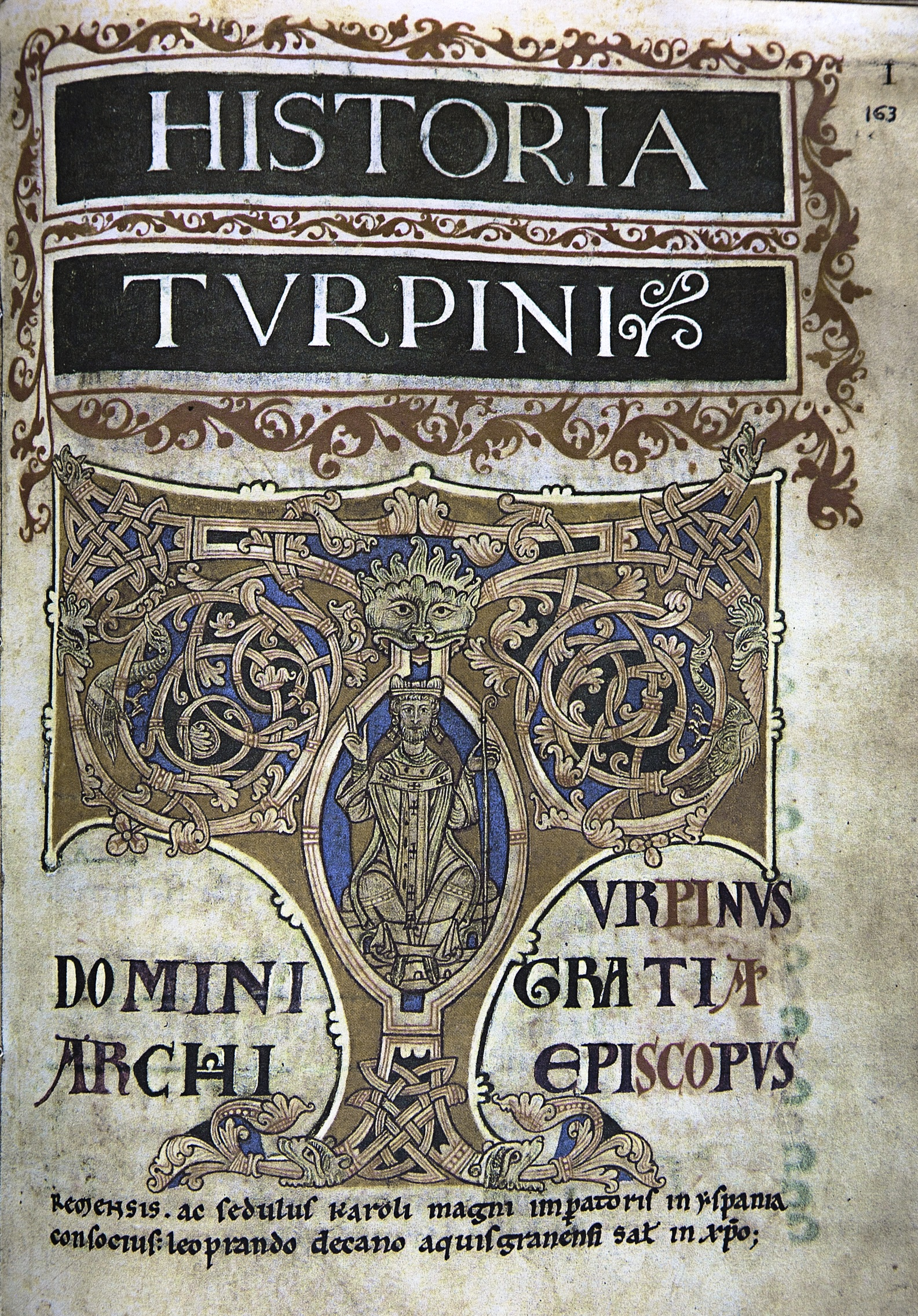

Кодекс Калікста (лат. Codex Calixtinus) — старовинний рукопис з умовною назвою приписаною імені папи Калікста II, який зберігається в Іспанії. Рукопис датований 12 століттям.

## Умовна назва
За легендами, які не варто вважати документально підтвердженими подіями, рукопис створив папа римський Калікст II. Звідси сучасна назва рукопису. Сучасні дослідники не віддають авторство папі римському, а вважають, що її авторами були декілька осіб, а сам кодекс зібрали між 1130 та 1140 роками. Але для зручності зберігають історичну назву.

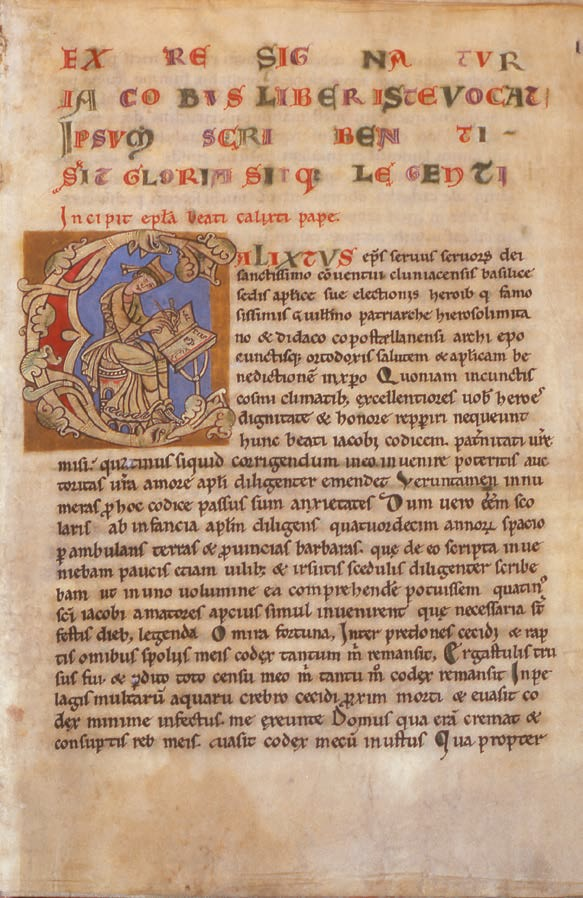

## Зміст твору
Кодекс складається із п'яти книг, які присвячені апостолу Якову.
- В першій книзі наведено проповіді та літургії, пов'язані з іменем Апостола.
- В другій книзі наведено двадцять два дива, пов'язаних з апостолом на теренах Західної Європи.
- Третя книга містить опис переноса тіла померлого апостола із Єрусалима до Галісії в Північну Іспанію.
- Четверта книга — розповідь про короля Карла Великого та лицаря Роланда.
- П'ята книга — практичний довідник-путівник для паломників, котрі наважаться відвідати священну реліквію в місті Сантьяґо-де-Компостела. В кодексі наведені опис маршруту і поради подорожнім, описи місцевих звичаїв. Серед порад — пересторога не їсти місцевих риб, що були отруйні і викликали хвороби чи смерть паломників[1].

Загальна кількість сторінок кодексу — 225.
Паломництво активно пропагували і заохочували, бо воно сприяло місцевій торгівлі і економіці, а також збагаченню церкви за рахунок паломників. Дорога Святого Якова мала популярність в середні віки, але згодом популярність згасла через секуляризацію культури і зменшенню ролі церкви в житті західноєвропейського суспільства. Церква провела велетенську кампанію, аби відновити популярність маршруту і як для паломників-вірян, так і для світських туристів, яких нині більшість.

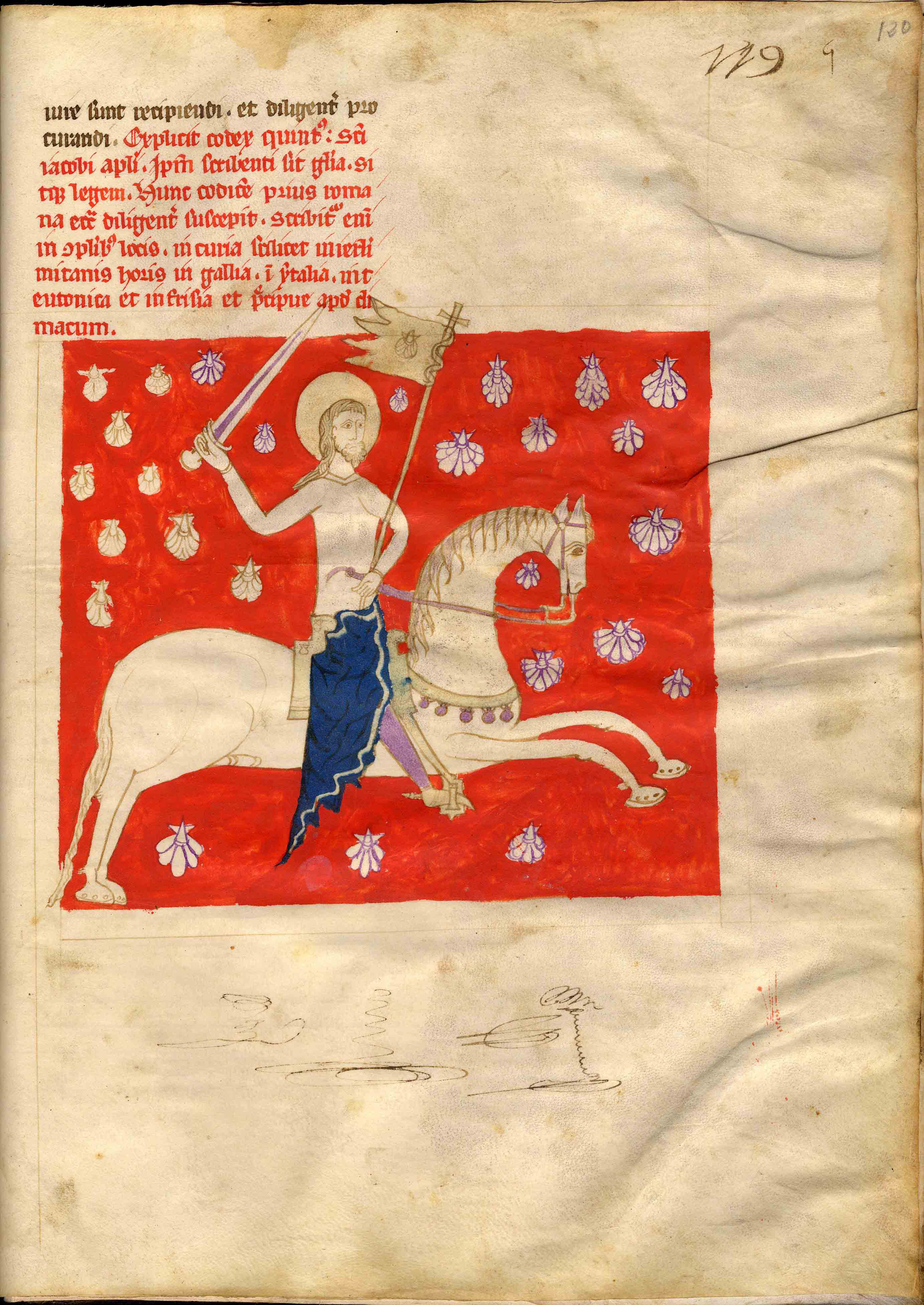
Світлина з вершником
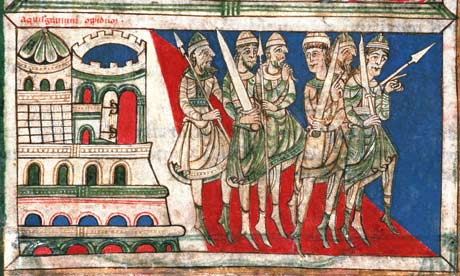
Вояки Карла Великого на шляху в Галісію.
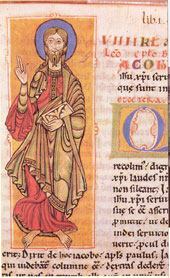
Фрагмент кодексу Калікста зі світлиною.